# Picco Luigi Amedeo
El Picco Luigi Amedeo (4.470 m) es una montaña en los Alpes, en el macizo del Mont Blanc, en la vertiente italiana. Queda en la arista Brouillard, que se encuentra en la parte sur del macizo. Su nombre se refiere a Luis Amadeo de Saboya, el duque de los Abruzos. También se dio su nombre al espolón de los Abruzos en el K2.
La primera ascensión la hicieron el 20 de julio de 1901 G.B. y G.F. Gugliermina y el guía Joseph Brocherel. La vía de ascenso más fácil es desde el Col Emile Rey, en la vertiente sur, y por la arista Brouillard. El primer ascenso completo de la arista Brouillard incluyendo el Picco Luigi Amedeo la realizaron Karl Blodig, Humphrey Owen Jones, Geoffrey Winthrop Young con el guía Joseph Knubel el 9 de agosto de 1911.
Según la clasificación SOIUSA, el Picco Luigi Amedeo pertenece:
- Gran parte: Alpes occidentales
- Gran sector: Alpes del noroeste
- Sección: Alpes Grayos
- Subsección: Alpes del Mont Blanc
- Supergrupo: Macizo del Mont Blanc
- Grupo: Grupo del Mont Blanc
- Subgrupo: Mont Blanc
- Código: I/B-7.V-B.2.b